# Dias da Cruz
Cândido Dias da Cruz (Rio de Janeiro, 11 de março de 1911 - Rio de Janeiro, 11 de setembro de 1977) foi um compositor brasileiro.
Estreou em disco em 1939, com o samba Paz e harmonia, parceria com Valdemar de Abreu, gravado por Aracy de Almeida. Foi parceiro de Laurindo Almeida, Luperce Miranda e Nelson Gonçalves, entre outros. 
Seus maiores sucessos, porém, foram as composições com Cyro Monteiro, como o fox-bolero Aquela mascarada, gravado por Orlando Silva (1953) e o samba Aliança (Madame Fulano de Tal), gravado por Paulo Márquez (1959). A dupla também produziu radionovelas musicais para a Rádio Mayrink Veiga e números musicais para os filmes da Atlântida Cinematográfica.
Ao lado de Haroldo Lobo, Benedito Lacerda e outros compositores, foi um dos fundadores da Sociedade Brasileira de Autores, Compositores e Escritores de Música (SBACEM), em 1946. Também foi presidente da Cooperativa dos Compositores do Rio de Janeiro. 
Trabalhou ainda como jornalista, escrevendo para os jornais O Dia e A Notícia.